# Shukri Mabkhout
Shukri Mabkhout, trascritto anche come Choukri Mabkhout (in arabo أشكري المبخوت‎?; Tunisi, 3 maggio 1962), è uno scrittore e linguista tunisino.

## Biografia
Nato nel 1962 a Tunisi, è direttore della fiera del libro della città natale e rettore dell'Università di Manouba.
Caporedattore di 3 riviste tunisine, nel 2014 ha pubblicato il suo primo romanzo, L'italiano, aggiudicandosi l'International Prize for Arabic Fiction l'anno successivo, prima opera tunisina ad aggiudicarsi tale riconoscimento.

## Opere principali

### Romanzi
- L'italiano (al-Talyānī, 2014), Roma, edizioni E/O, 2017 traduzione di Barbara Teresi ISBN 978-88-6632-827-8.
- al-Sayyida al-raʾīsah (2015)
- Bāghandā (2016)

## Premi e riconoscimenti
- International Prize for Arabic Fiction: 2015 vincitore con L'italiano
- COMAR d'Or: 2015 vincitore con L'italiano[6]